# 艾罗莱
艾罗莱（義大利語：Airole）是意大利因佩里亚省的一个市镇。总面积14.74平方公里，人口493人，人口密度33.4人/平方公里（2009年）。ISTAT代码为008001。